# 伊勢市立郷土資料館

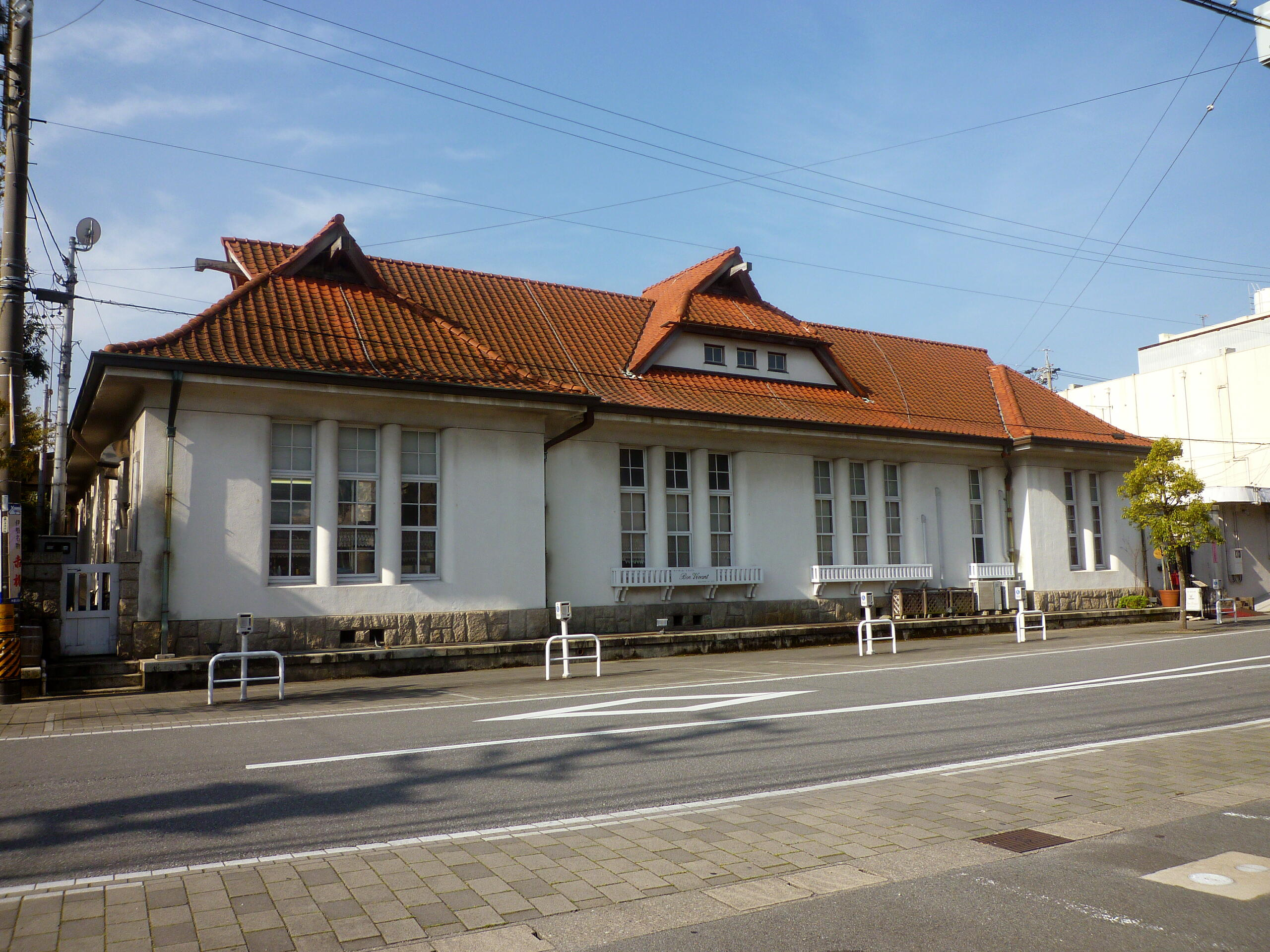
旧山田郵便局電話分室。1985年から1993年まで、伊勢市立郷土資料館が入っていた。

伊勢市立郷土資料館（いせしりつきょうどしりょうかん）は三重県伊勢市にあった公立の博物館。2011年（平成23年）に閉館した。

## 概要
所在地は三重県伊勢市岡本三丁目1番9号。鉄筋2階建て延床面積624m2で、館内は6つの展示室に分かれ、伊勢市内の考古・民俗・歴史や河崎問屋街などの資料を展示していた。収蔵品は日本初の紙幣とされる山田羽書など約1,100点であった。
建物は1962年（昭和37年）に三重県真珠協同組合が建設したものを伊勢市が土地とともに買収したものであった。老朽化と耐震強度不足のため、2011年（平成23年）3月31日をもって閉館した。閉館後は解体され、資料の一部は伊勢市小俣総合支所1階に設置される郷土資料室で展示し、残りは旧国際リゾート短期大学校で保管している。

## 展示内容
- 1階
  - 第1展示室（歴史資料展示室） - 日本最古の紙幣「山田羽書」・参宮道中資料・御師関係の歴史資料・河岸問屋街河崎・おかげ参りジオラマ
  - 第2 - 4展示室（民具資料展示室） - 農業・漁業・生活・教育等の民具資料
- 2階
  - 第5展示室（考古資料展示室） - 旧石器時代から中世の考古資料など
  - 第6展示室 - 各種企画展を行う特別展示室

## 沿革
- 1985年（昭和60年）9月1日 - 伊勢市本町のNTT伊勢健康管理所[2]の一画（南側の棟）に開館する[3]。
- 1993年（平成5年）12月27日 - 移転の為、一時閉館する[4]。
- 1994年（平成6年）4月29日 - 伊勢市岡本三丁目、旧豊宮崎文庫隣接地にあった旧伊勢市立図書館の建物を改装し移転、再度開館する[5]。
- 2011年（平成23年）3月31日 - 閉館[6]。